# ダルゴナコーヒー
ダルゴナコーヒー (朝鮮語: 달고나커피)とは、インスタントコーヒー、砂糖、お湯を等比率で泡立ててホイップ状にしてから、冷たい牛乳または温かい牛乳の上に乗せて作られる飲料。オリジナルはインド、パキスタン、マカオのwhipped coffee、beaten coffeeであり、コーヒーパウダー、ココア、砕いたビスケット、または蜂蜜をトッピングすることもある。

## 概要
2020年の新型コロナウイルス流行による外出自粛の時期に、家に閉じこもった人々が電気ミキサーを使用せずに家庭でコーヒーを泡立てて作る動画がソーシャルメディアで流行した。名前は、韓国版のカルメ焼きと言える砂糖菓子のダルゴナに味や外観が似ていることに由来するが、実際はほとんどのダルゴナコーヒーにはダルゴナが含まれていない。

## 歴史
もともと海外で販売されており、流行前はFrothy coffeeと呼ばれていた。
コロナ禍の中、韓国国内でソーシャルディスタンスをとるため、家にこもることが多くなったことからSNS上でアレンジコーヒーのレシピや写真をあげるのが流行となった経緯から「検疫ドリンク」または「検疫コーヒー」とも呼ばれる。「ダルゴナコーヒー」という名称は韓国の俳優であるチョン・イルによるもので、韓国のテレビ番組『Stars' Top Recipe at Fun-Staurant(신상출시 편스토랑)』に出演した際にマカオの飲食店でこのコーヒーを注文し、その味を韓国のお菓子であるダルゴナの味に例えたことに由来する。
ハッシュタグ#dalgonacoffeechallengeをつけて自家製のダルゴナコーヒーを作る動画を上げることが韓国のYouTubeで広がり始め、TikTokで口コミが広まった。この飲料はもともと自家製コーヒーのBeaten coffeeとして普及したが、今では韓国の多くのコーヒーショップで提供されるメニューになりつつある。
このドリンクは、フェンティフイコーヒー、フィッティフイコーヒー、またはBeaten coffeeとして知られているインドの飲料によく似ているとも言われている。唯一の違いは、フェンティホイコーヒーを作る場合は、泡立てたコーヒーをミルクの上に乗せるのではなく、泡立てたコーヒーの上にミルクを注ぐ。
ほとんどのダルゴナコーヒーには実際にはダルゴナが含まれていないが、韓国の人気のカフェでは、ダルゴナとミルクティーまたはコーヒーを組み合わせて販売しているところもある。ダルゴナコーヒーは挽いたコーヒー豆で作ることはできず、インスタントコーヒーで作れば濃厚で泡状になる。これは、コーヒーの顆粒の乾燥過程が大きく関係している。